# Michel Patrick Boisvert

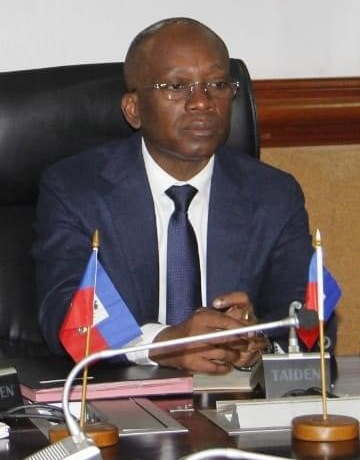
Michel Patrick Boisvert (2023)

Michel Patrick Boisvert (* in Petit-Goâve, Département Ouest) ist ein haitianischer Politiker. Er war Wirtschafts- und Finanzminister, bis er am 25. April 2024 offiziell mit der Wahrnehmung der Geschäfte des Premierministers betraut wurde. Mit Bildung der Regierung von Garry Conille schied er aus dem politischen Leben aus.

## Leben
Boisvert wurde in Petit-Goâve geboren. Nach einem Abschluss in Buchführung und Rechnungswesen, den er an der Université de Port-au-Prince ablegte, erhielt er von der Université d’État d’Haïti ein Diplom in Wirtschaftswissenschaft und erreichte den Masterabschluss in Wirtschaftspolitik der Université d’Auvergne. Er wurde im Jahr 1991 Angestellter der Nationalbank Banque de la République d’Haïti (BRH) und im Jahr 1995 Beamter im Finanz- und Wirtschaftsministerium. Von 2010 bis 2018 hatte er das Amt eines Direktors und Inspekteurs für das Steuerwesen inne. Im Jahr 2018 wurde er zum Generaldirektor befördert,
Am 5. März 2020 wurde er im Kabinett von Premierminister Joseph Jouthe Wirtschafts- und Finanzminister. Er behielt dieses Amt auch, als Claude Joseph Regierungschef wurde. Auch bei der Regierungsbildung durch Ariel Henry im Jahr 2021 wurde er mit der Weiterführung seiner aufgaben beauftragt.
Als Henry am 25. Februar 2024 nach Kenia reiste, vor allem um ein Gegenseitigkeitsabkommen zur Entsendung kenianischer Polizeikräfte in die Mission Multinationale d’Appui à la Sécurité en Haïti abzuschließen, beauftragte er Boisvert mit der Wahrnehmung der Geschäfte des Premierministers während seiner Abwesenheit. Während der Abwesenheit Henrys eskalierte die Krise in Haiti weiter. Boisvert sah sich veranlasst, am 3. März den Ausnahmezustand zu verhängen. Da Henry angesichts der zugespitzten Sicherheitslage, die auch zur Schließung des Internationalen Flughafens von Port-au-Prince geführt hatte, nicht in sein Land zurückkehren konnte, verlängerte Boisvert den Ausnahmezustand am 7. März um einen Monat.
Am 25. April 2024 legten die Mitglieder eines Übergangsrats, der das Land zu Neuwahlen und Stabilität führen soll, ihren Eid ab. Premierminister Henry legte gleichzeitig offiziell sein Amt nieder und berief unter Bezugnahme auf die Verfassung Haitis Boivert zum Übergangsregierungschef. Die Funktion übte er bis zur Amtseinführung von Premierminister Conille am 12. Juni 2024 aus. Mit Bildung des neuen Kabinetts verlor er auch sein Amt als Wirtschafts- und Finanzminister.